# Ludwig Freyseng
Ludwig Freyseng (* 1868; † 1943) war ein deutscher Verwaltungsjurist.

## Leben
Nach bestandenem Staatsexamen und anschließender Referendarzeit war Freyseng als Amtsrichter in der Justizverwaltung von Elsaß-Lothringen tätig. Von 1909 bis 1916 war er Bürgermeister der Stadt Gebweiler im Elsass. Im Jahr 1920 wurde er als Regierungsrat an das Oberpräsidium der Provinz Sachsen in Magdeburg berufen. Von 1922 bis 1928 fungierte er als Regierungsvizepräsident am Regierungspräsidium in Magdeburg. 1928 kehrte er als Vizepräsident an das Oberpräsidium in Magdeburg zurück. 1930 erfolgte seine Ernennung zum Regierungspräsidenten von Erfurt.
Im Zuge der Absetzung der preußischen Staatsregierung Braun-Severing (Preußenschlag) wurde er im Juli 1932 durch die Regierung Papen zur Disposition gestellt und durch Friedrich Bachmann ersetzt.
| Personendaten    | Personendaten               |
| ---------------- | --------------------------- |
| NAME             | Freyseng, Ludwig            |
| KURZBESCHREIBUNG | deutscher Verwaltungsjurist |
| GEBURTSDATUM     | 1868                        |
| STERBEDATUM      | 1943                        |